# モクタール
モクタール（Moctar、1992年9月26日 - ）は、日本の男性ファッションモデル、俳優。本名はデイウフ・モクタール（Moctar Diouf）。神奈川県 横浜市出身。青山学院大学卒業。

## 略歴
2013年10月期の『クロコーチ』で俳優デビュー。
2016年には『ミハラヤスヒロ』の秋冬コレクションにてランウェイデビューを果たす。
2020年5月12日、19日放送のロンドンハーツのドッキリ企画で『コヨーテ』（パンサー）の4人目のメンバーとして芸人デビューを果たす。

## 人物
- 身長180センチメートル[3]。
- 日本とセネガルのハーフ[4]。
- 特技はサッカー、ウクレレ[5]。中学時代は横浜FCのジュニアユースに所属した。
- テクノユニットアシッド田宮三四郎のMCとしても活動[6]。

## 出演
雑誌
- GQ JAPAN
- POPEYE
- SENSE
- KINARI
- Go Out
- MAPS

テレビドラマ
- クロコーチ（2013年、TBS） - 富田ジョージ 役
- スキャンダル専門弁護士 QUEEN 第2話（2019年1月17日、フジテレビ） - 真野真吾 役
- 凪のお暇（2019年7月19日 - 9月20日、TBS） - タカ 役
- 56年目の失恋（2020年7月11日、NHK BSプレミアム）- 米軍脱走兵 役
- アトムの童 第7話（2022年11月27日、TBS） - ティム 役

配信
- かぐや姫と7人の王子たち（2019年6月 - 、AbemaTV）
- 全裸監督（2019年8月、Netflix）
- 仮面ライダーBLACK SUN（2022年10月28日、Amazon Prime Video） -オリバー・ジョンソン 役

バラエティ番組
- バナナマン×ブラマヨ×E-girls かけるなキケン（2014年4月17日、TBS）
- ゴッドタン（2015年1月3日、テレビ東京）
- ロンドンハーツ（2020年5月12日、5月19日、8月25日、9月1日、テレビ朝日）

CM
- 株式会社MTG 「PAO」（2015年）
- au（KDDI）（2015年）
- 青山商事「ザ・スーツカンパニー」
  - 「WE SUIT YOU」篇（2015年）
- Machine Zone「GAME of War」（2015年）
- 日本マクドナルド（2015年 - 2016年）
- ソニー 「LSPX-P1」
  - 「"meet your own world" - Portable Ultra Short Throw Projector」篇（2016年2月）[7]
- コカ・コーラ
  - 『Coke ON』（2016年）
- 日産 「CUBE」
  - 「【CUBE】 SHUTTER ROOM THE MOVIE」篇（2016年）
- Google Play Music（2016年）
- NTT東日本（2016年）
- NTTドコモ（2016年）
- フォルクスワーゲン
  - 「UP! ALL NIGHT VOL. 2」篇（2017年）[8]
- 資生堂 「エージーデオ24」
  - 「ニオイ実験 集中力」篇（2017年）[9]
- 任天堂 「Nintendo Switch」
  - 「1-2-Switch」篇（2017年）[10]
- ストーリア「MARO（マーロ）」
  - 「もてもてマーロ」篇（2017年）[11]
- ユニクロ 「シームレスダウン」（2017年）
- Amazon.co.jp 「Amazon Music」
  - 「Amazon Music Unlimitedで音楽聴き放題」篇（2018年）[12]
- アシックス 「ASICS RUNNING LAB」
  - 「サイエンスで、走りは進化する。」篇（2018年）[13]
- パイオニア 「Pioneer Carglobal」
  - 「FUTURE DRIVE (DEH ver.)」篇（2018年）[14]
- タイガー魔法瓶（2018年）
- AGAヘアクリニック（2018年）
- ニコン Nikon Z6
  - 「 Endeavour Notes」スペシャルムービー（2019年）[15]
- デジタルハリウッドSTUDIO
  - 「LIVE YOUR OWN LIFE」篇（2019年）[16]
- 大塚製薬 「賢者の食卓」
  - 「ん～！」篇（2019年）[17]
- トヨタ自動車 「TOYOTA SmartDeviceLink」
  - 「SDLでアカリとドライブデートしよっ！」篇（2019年）[18]
- サントリー 「ジム・ビーム」
  - 「みんなでジムビームハイボール缶だぜっ！」篇（2019年）[19]
- 株式会社 FORBES FITNESS（2019年）

PV
- 絢香 「No end」（2015年4月15日）
- OKAMOTO'S 「Dance_With_Me/Dance_With_You」（2015年6月17日）
- Nabowa 「Slipper de | Ping Pong」（2017年11月13日）
- Tempalay 「革命前夜」（2018年3月28日）
- Nulbarich 「Kiss You Back」（2018年8月21日）
- CHARA 「愛のヘブン」（2018年12月19日）
- ＃ババババンビ 「青春ギルティ」（2021年9月29日）

コンピュータゲーム
- 1-2-Switch（2017年、任天堂）

映画
- 37Seconds (2020年 2月7日、公開 監督 : HIKARI) - コスプレイヤー役
- Blind Mind (2022年7月8日、公開 監督 : 矢野 友里恵) - ジェリー役

SHOW / ファッションショー
- Louis Vuitton men 2022 SS Collection

CM
- コカコーラ・ジャパン / Coca Cola Japan 「レモネード・サワー NOMEL’s 」(2021年)
- ジップロック / Ziploc   「石清水選手と大実況」 (2021年)
- 日清食品 / NISSIN  「日清カップヌードル 夏はやっぱりシーフード！feat. サザエさん」(2022年)
- 雄陽堂　Three Tea 「ï½ We believe in borderless, genderless and ageless world」(2022年)
- SYNCA (管理部門人材採用サービス) Web CM (2022)